# Matthias Sommer
Matthias Sommer (* 3. Dezember 1991 in Witten) ist ein deutscher Bobfahrer.

## Karriere
Matthias Sommer begann seine Sportlerkarriere als Leichtathlet, ehe er zum Bobsport wechselte.
Am 27. November 2015 gab er als Anschieber sein Debüt im Bob-Europacup. Schnell konnte er im Viererbob von Johannes Lochner seine ersten Siege verzeichnen. Bei der Weltmeisterschaft 2016 belegte er mit Lochner und seiner Crew den sechsten Platz. 2016 und 2018 wurde er Juniorenweltmeister im Viererbob. Ein Jahr später debütierte er am 19. Januar als Anschieber von Christoph Hafer im Weltcup. Nach einem Jahr Pause folgten weitere Weltcup-Starts an der Seite von Hafer. Bei den Europameisterschaften 2022 belegte das Duo den sechsten Rang im Zweierbob und verpasste äußerst knapp zusammen mit Michael Salzer und Tobias Schneider als Vierter eine Medaille.
Bei den Olympischen Winterspielen 2022 in Peking hat Sommer als Anschieber von Hafer im Zweierbob-Wettkampf die Bronzemedaille gewonnen. Im Viererbob-Wettkampf wird er wie bei der EM mit Salzer und Schneider den Bob von Hafer anschieben.

## Auszeichnungen
- 2022: Silbernes Lorbeerblatt[1]